# Nuestra Señora de la Vega
Nuestra Señora de Vega es una Mancomunidad situada en la provincia de Burgos,  comunidad autónoma de  Castilla y León (España), comarca de Sierra de la Demanda,   partido judicial de Salas,  ayuntamiento de Valle de Valdelaguna.

## Geografía
Es una Mancomunidad, perteneciente al municipio de Valle de Valdelaguna, situado al sureste de la provincia de Burgos, y que pertenece a la Comunidad de Castilla y León (España). Está situado a 73 km de la capital: Burgos.